# Musée d’art et d’histoire (Saint-Denis)

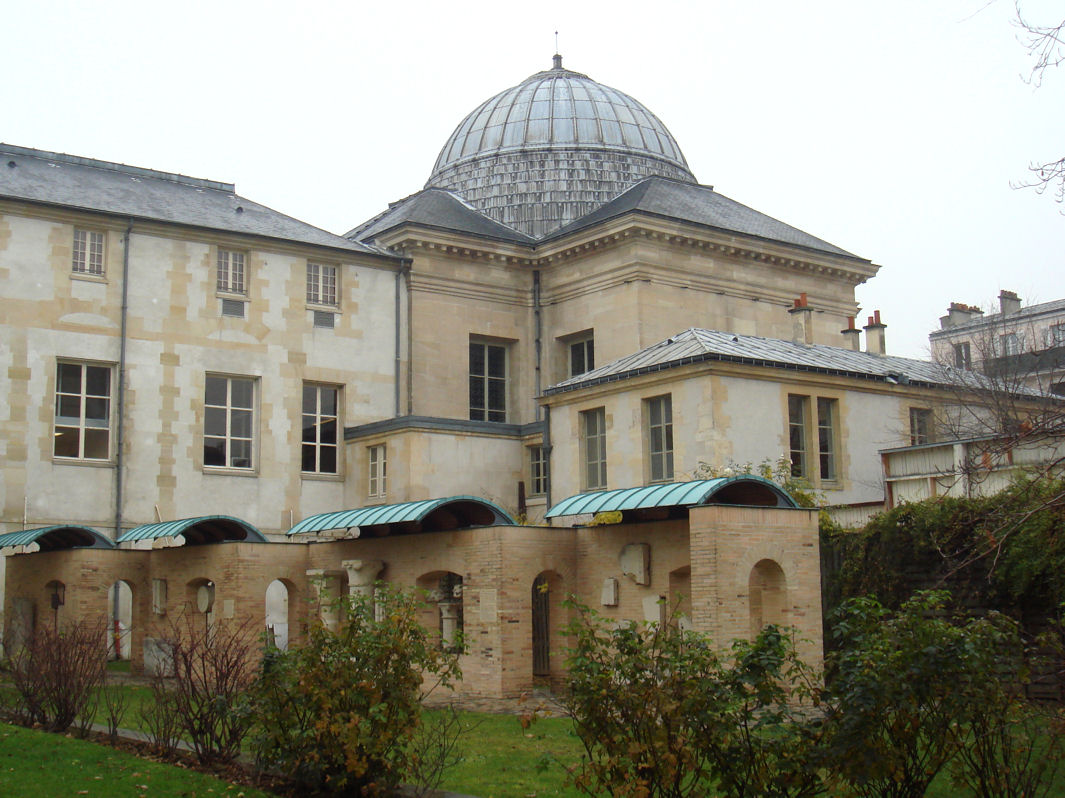
Musée d'Art et d'Histoire in Saint-Denis

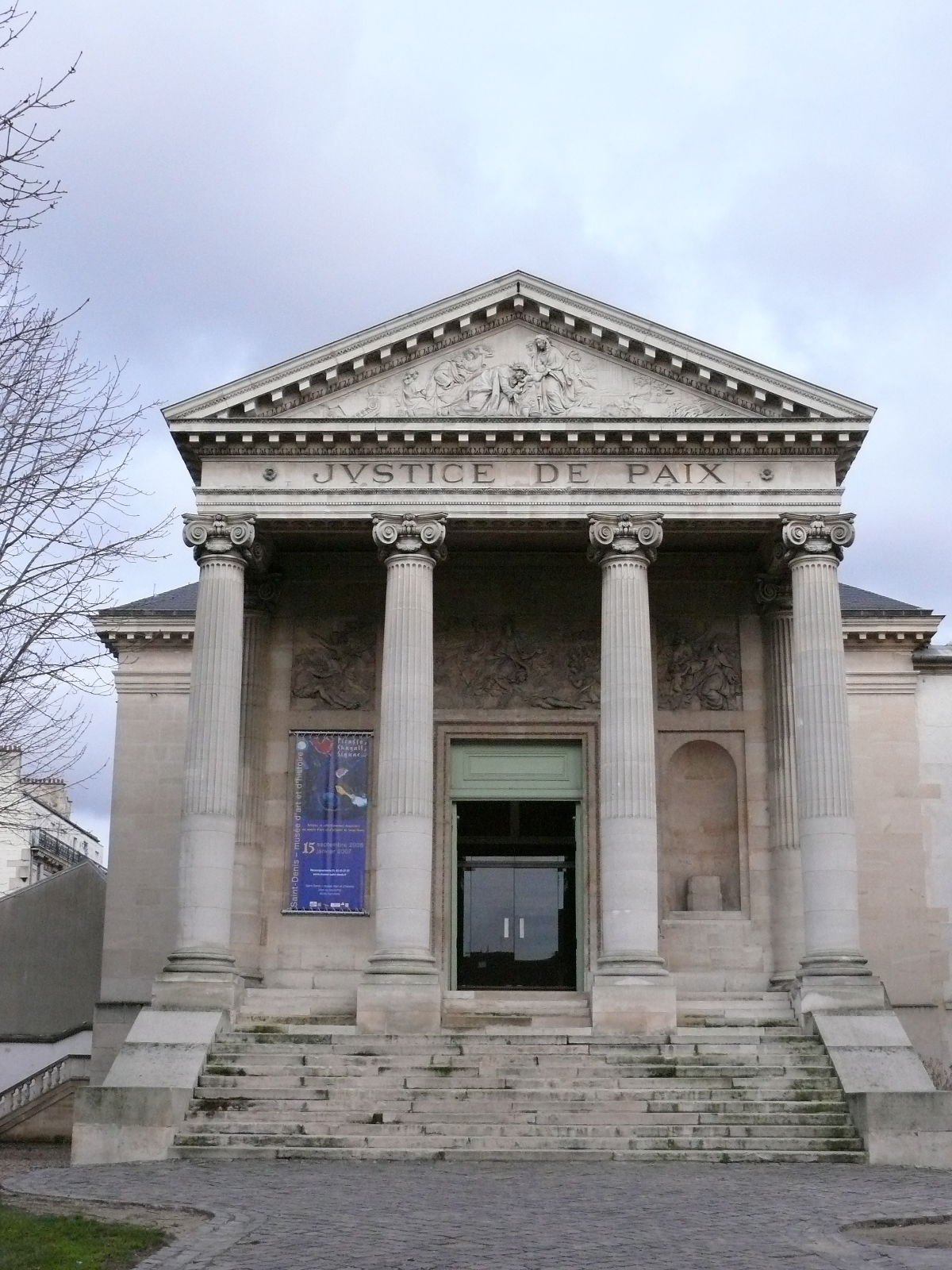
Fassade der früheren Karmelkapelle

Das Musée d'art et d'histoire Paul Eluard in der Stadt Saint-Denis ist ein kommunales historisches Museum, es wurde 1901 gegründet und befand sich im ehemaligen Hôtel-Dieu. Die Stadt kaufte 1972 ein ehemaliges Kloster, in dem bis 1957 Karmelitinnen gelebt hatten. Die Gebäude wurden für die Nutzung als Museum umgebaut, dabei wurde darauf geachtet, dass das Ambiente möglichst erhalten blieb, unter anderem die 174 Wandsprüche des Karmelitinnenkonvents. Die Eröffnung fand im Mai 1981 statt.
Im Museum sind Sammlungen zu folgenden Themengebieten:
- Leben der Karmelitinnen
- Pariser Kommune
- surrealistischen Lyriker Paul Éluard
- Lithographien von Honoré Daumier
- Kunst des Industriezeitalters
- Hotel-Dieu und Apothekenwesen
- Francis Jourdain
- Albert André
- mittelalterliche Archäologie

Des Weiteren verfügt das Museum über eine umfangreiche archäologische Sammlung mit Fundstücken aus Grabungen um und in der Kathedrale von Saint-Denis. Bei den Grabungen wurde unter anderem eine Nekropole aus merowingischer Zeit gefunden.
1982 wurde das Museum vom Europäischen Museumsforum als Europäisches Museum des Jahres ausgewählt, in der Wertung der Jury der UNESCO hieß es, das Museum sei eines der wichtigsten, seit dem Zweiten Weltkrieg entstandenen.
Im Jahre 2009 wurde das Museum um einen Garten der fünf Sinne erweitert, mit dem Ziel, blinden und sehbehinderten Menschen, aber auch allen anderen die, Möglichkeit zu geben, ihre Sinne zu erforschen. Der Garten erstreckt sich auf den alten Gartenflächen des Konvents und wurde mit 30 alten Pflanzen, die auch von den Nonnen genutzt wurden, bepflanzt. Er ist vom Frühjahr bis zum Herbst zugänglich. Die Arbeiten dafür wurden von behinderten Jugendlichen des l’Institut médico-éducatif (IME) durchgeführt.

## Geschichte
Das Kloster wurde 1625 von sieben Karmelitinnen aus dem Konvent von Amiens als 37. Kloster des Ordens in der Nähe der Kathedrale von Saint-Denis gegründet. 1628 wurde der Grundstein der ersten Kirche von der Königin Maria de’ Medici gelegt. Als der Konvent sich 1770 in finanziellen Schwierigkeiten befand, trat Louise-Marie de Bourbon, die siebte Tochter König Ludwigs XV., in das Kloster ein. Sie war von 1773 bis 1779 und von 1785 bis zu ihrem Tod im Jahre 1787 Priorin des Konvents.
1784 wurde das Kloster im Rahmen von umfangreichen Restaurierungen durch Richard Mique um die Karmelkapelle im neoklassizistischen Stil erweitert. In der Zeit von 1895 bis 1993 wurde diese als Amtsgericht genutzt. Dies erklärt auch die Inschrift „Justice de Paix“ auf dem Giebel. Die überkuppelte Kirche hat den Grundriss eines griechischen Kreuzes. Das Peristyl mit vier ionischen Säulen stellt die Anbetung der Könige dar. Der Innenraum wurde von dem Bildhauer Joseph Deschamps sehr reich gestaltet. Die Kirche ist mittlerweile Teil des Museums und wird für kulturelle Veranstaltungen genutzt.

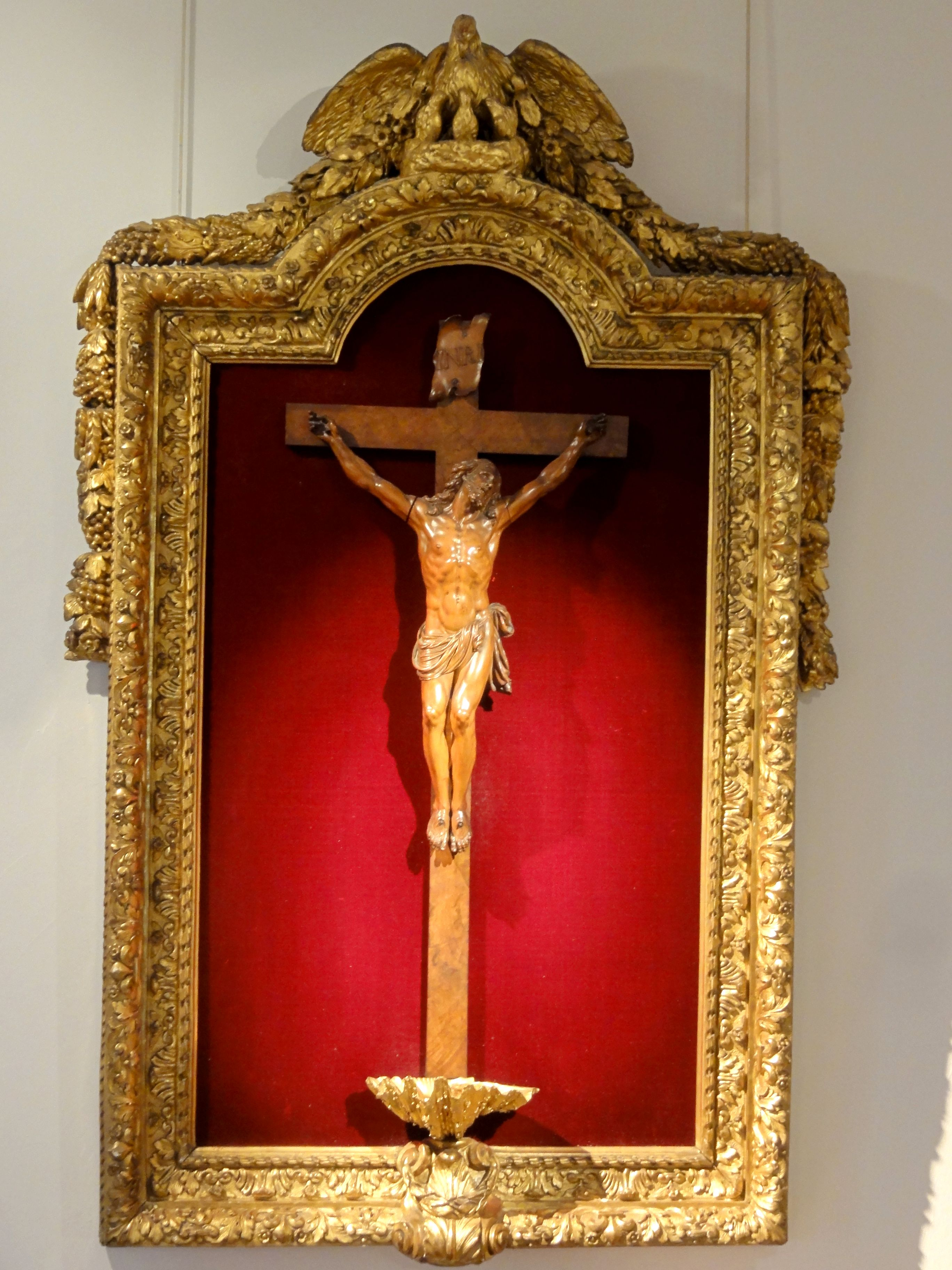
Kruzifix aus dem Karmelitinnenkonvent
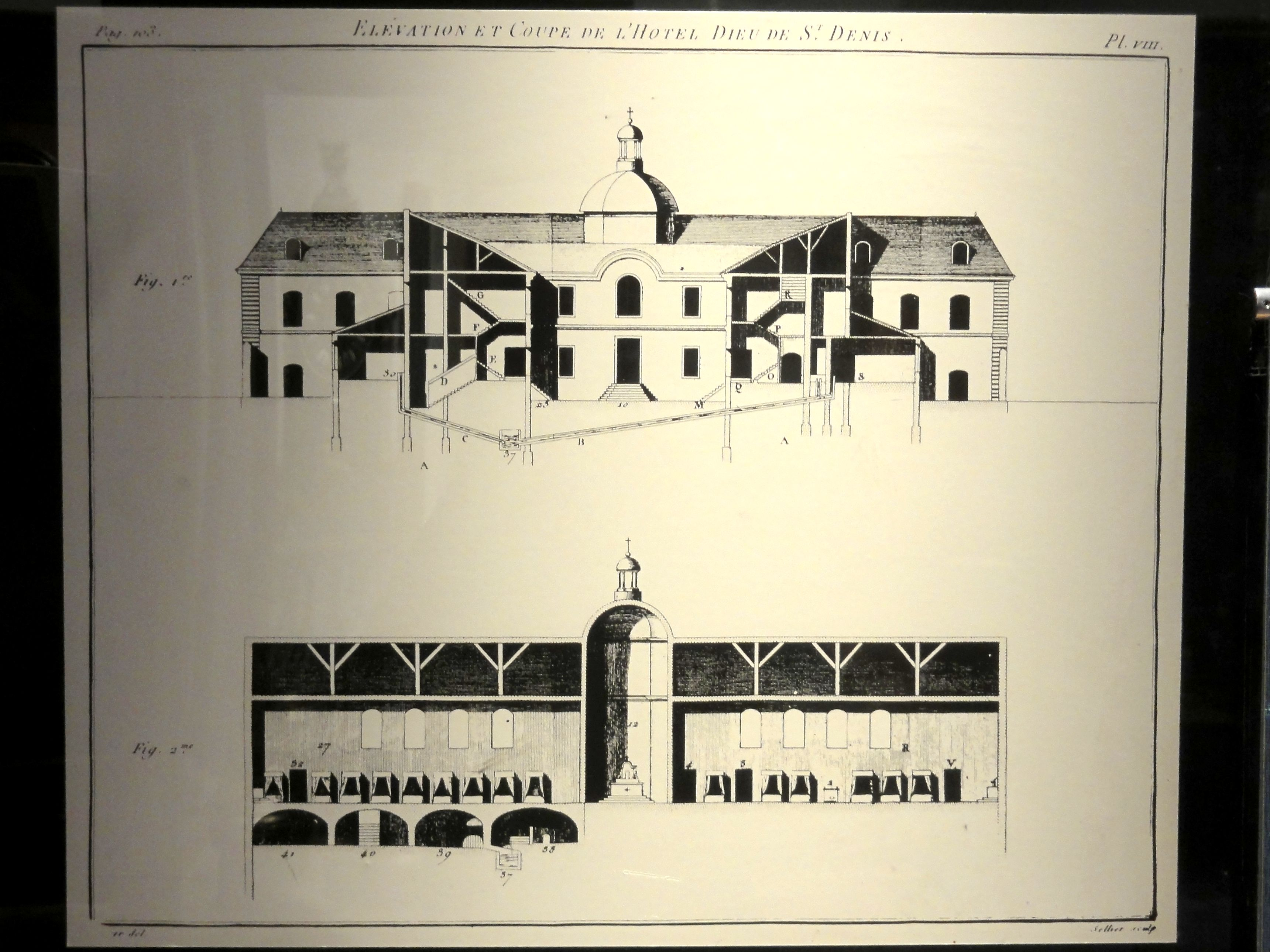
Aufriss des ehemaligen Hôtel-Dieus-
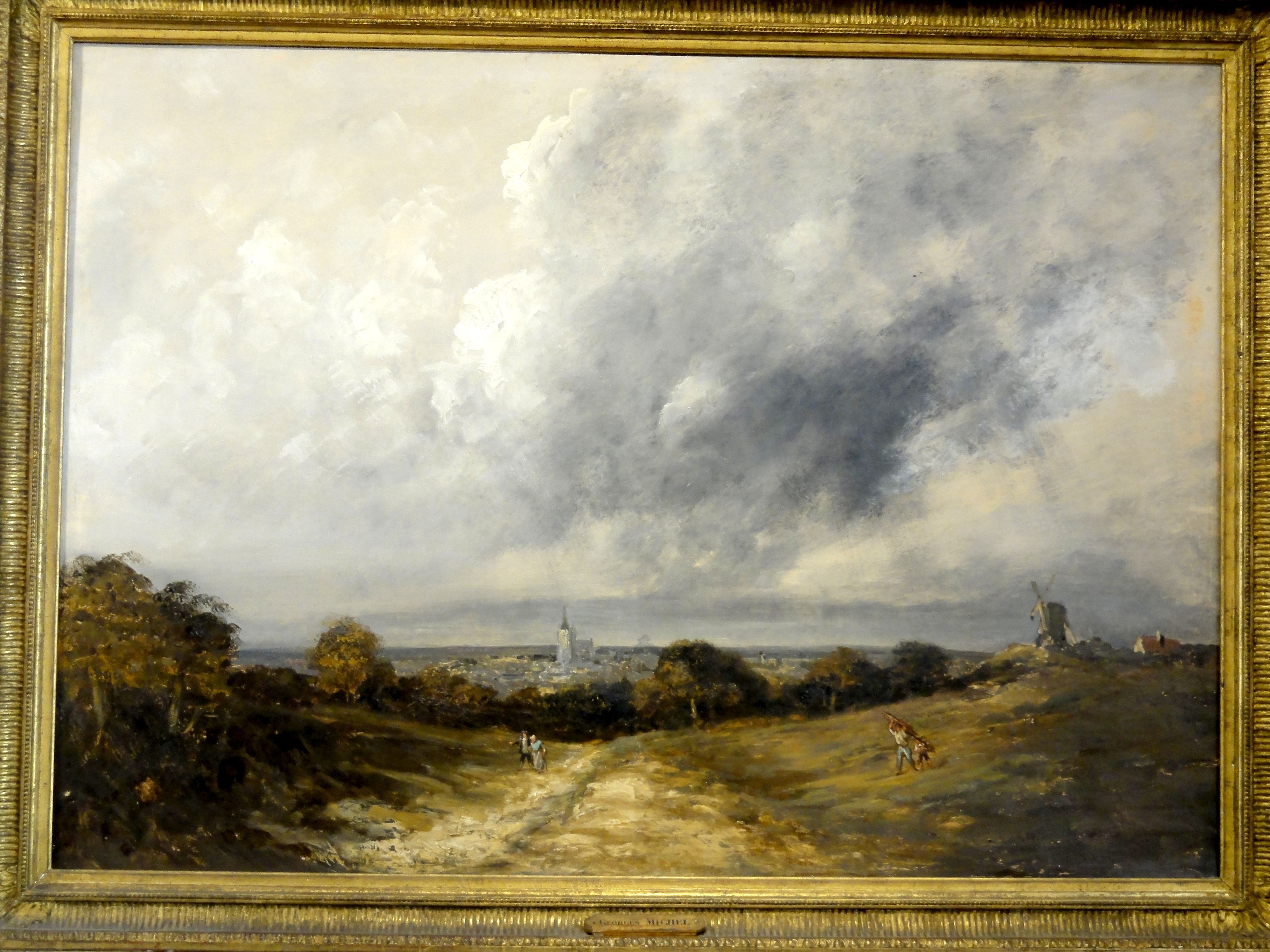
Georges Michel (1763–1843), La Pleine-St-Denis, um 1810–20.
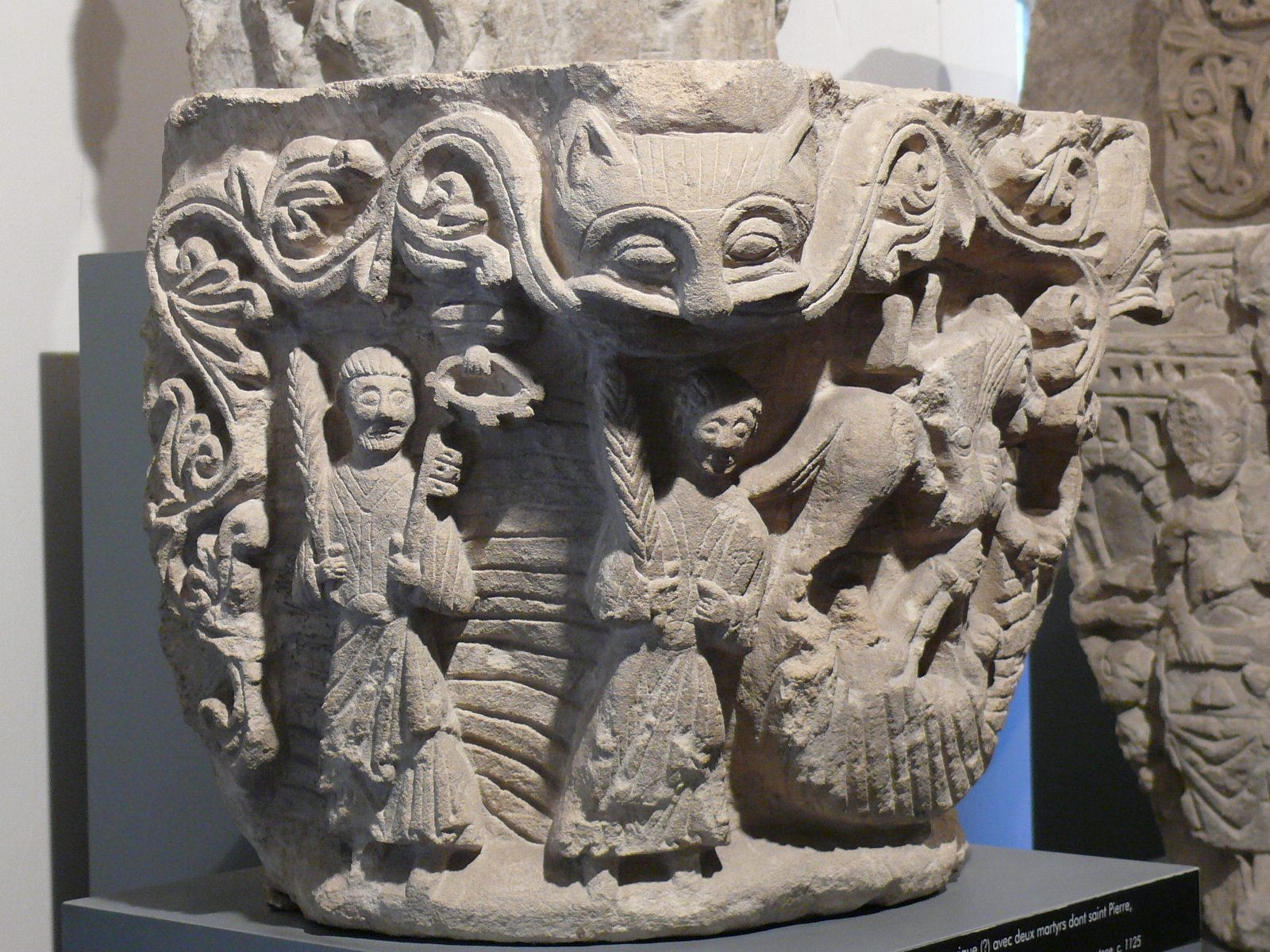
Säule mit der Darstellung zweier Märtyrer, darunter der hl. Petrus
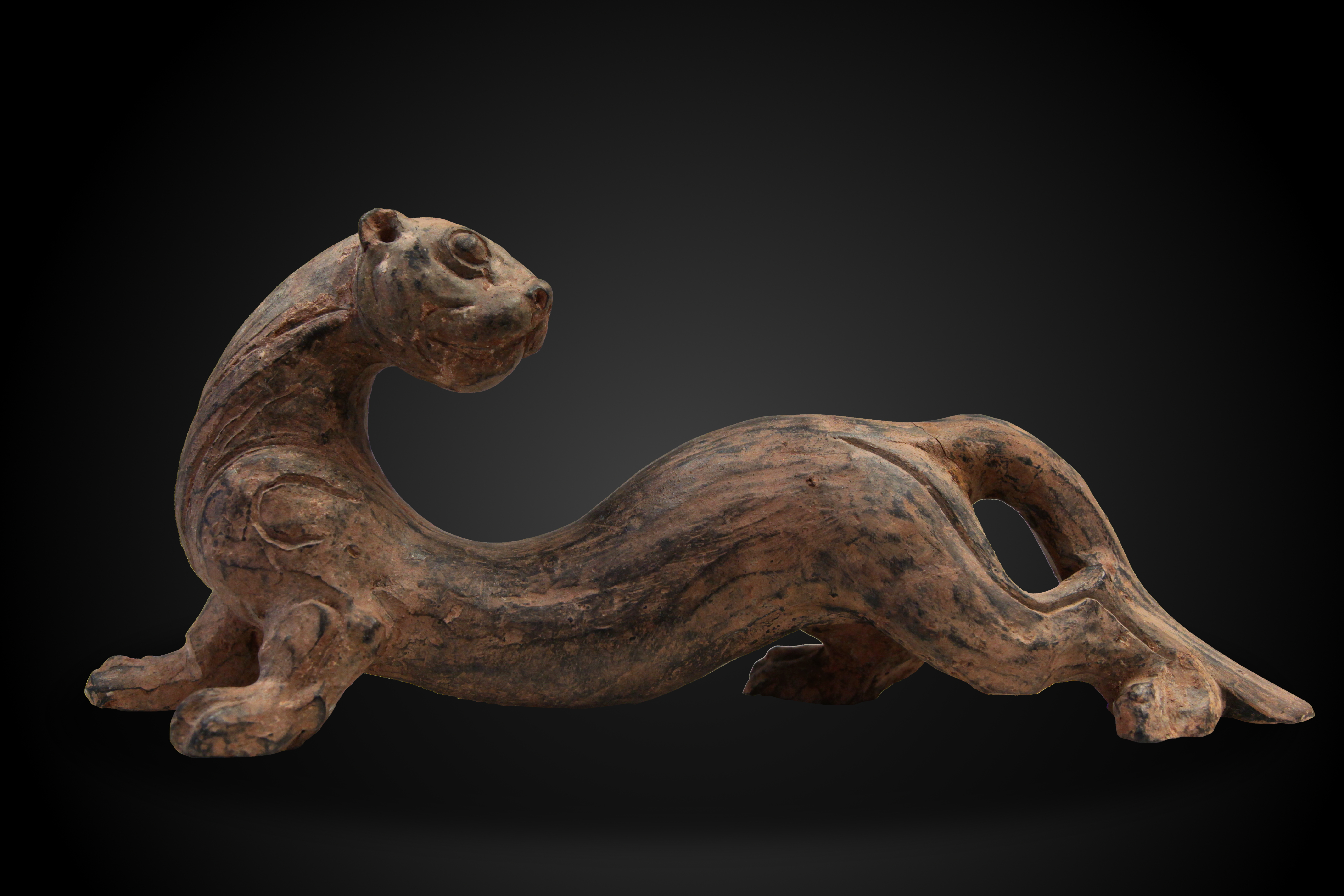